# Saint-Trivier-sur-Moignans
Saint-Trivier-sur-Moignans is een gemeente in het Franse departement Ain (regio Auvergne-Rhône-Alpes). De plaats maakt deel uit van het arrondissement Bourg-en-Bresse. Saint-Trivier-sur-Moignans telde op 1 januari 2022 1.910 inwoners.

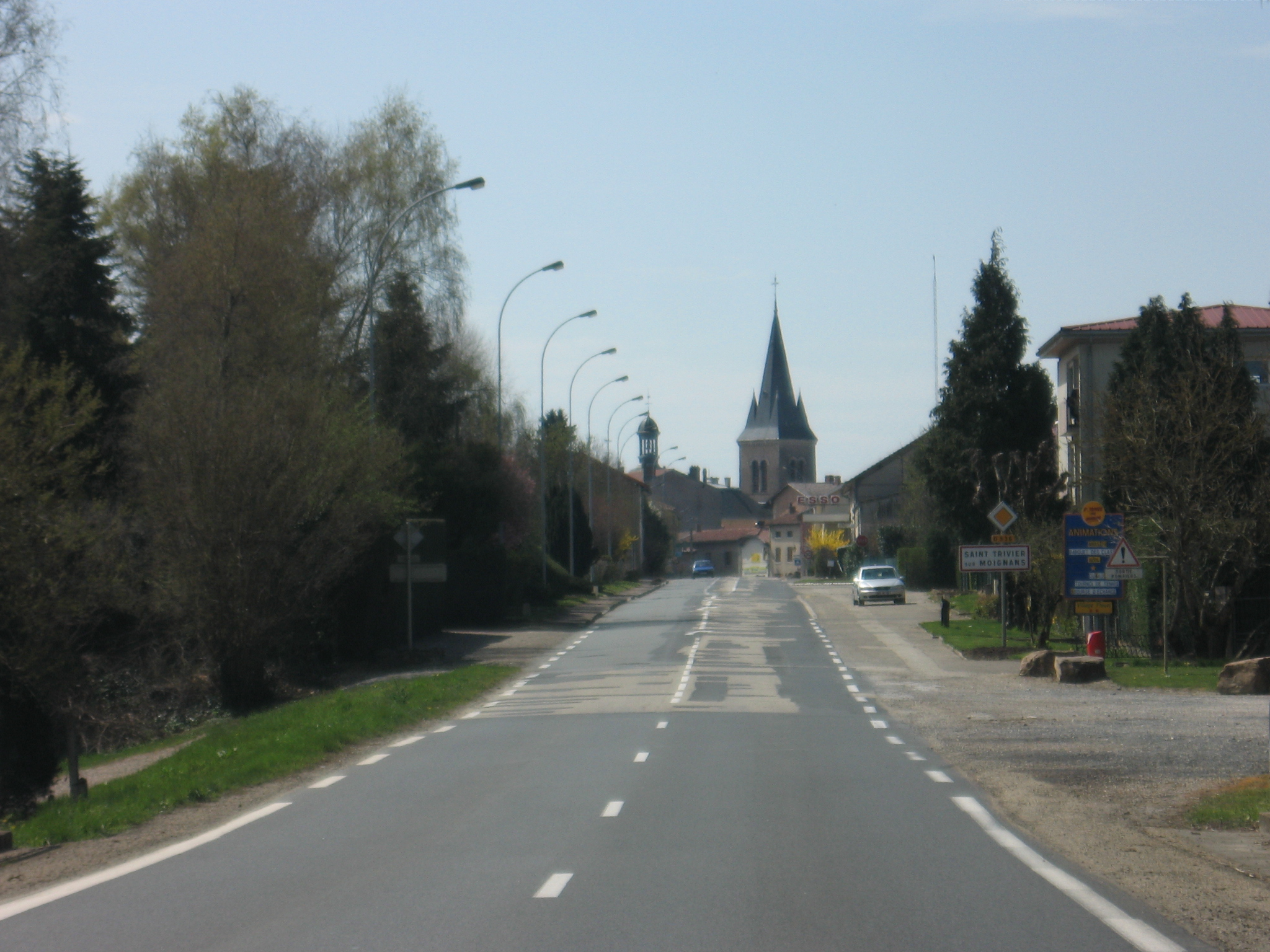
Ingang van het dorp

## Geografie
De oppervlakte van Saint-Trivier-sur-Moignans bedraagt 41,99 km², de bevolkingsdichtheid is 44 inwoners per km² (per 1 januari 2019).
De onderstaande kaart toont de ligging van Saint-Trivier-sur-Moignans met de belangrijkste infrastructuur en aangrenzende gemeenten.

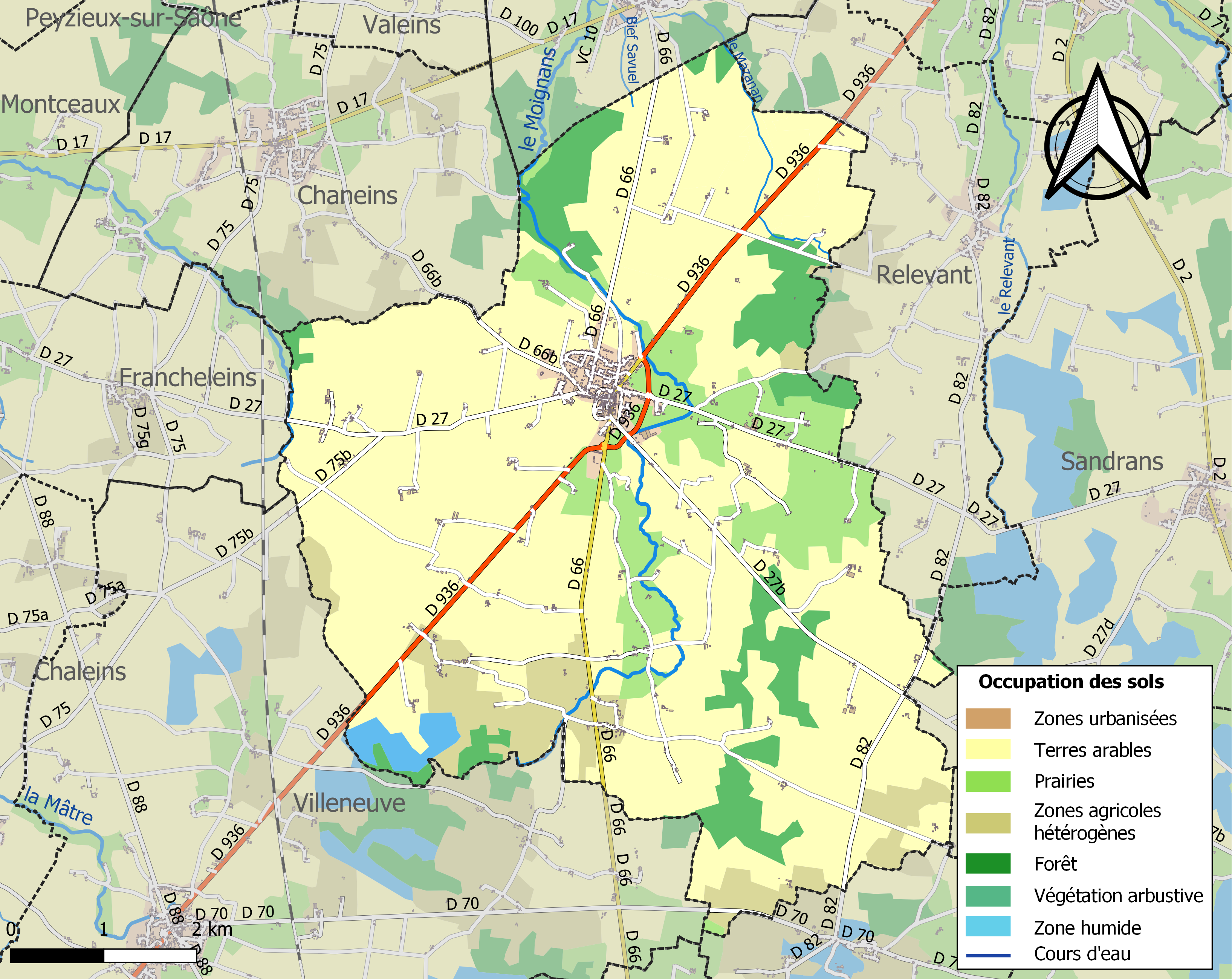

## Demografie
Onderstaande figuur toont het verloop van het inwonertal (bron: INSEE-tellingen).

Vanwege een beveiligingsprobleem met de MediaWiki Graph-software is het momenteel niet mogelijk deze grafiek weer te geven. Zodra de software is bijgewerkt zal de grafiek vanzelf weer zichtbaar worden.